# Frascher Piccolo
Frascher Piccolo o scoglio delle Bisse (in croato Fraškerić) è un piccolo isolotto disabitato della Croazia, situato lungo la costa sudoccidentale dell'Istria, poco a sud Pola.
Amministrativamente appartiene alla città di Medolino, nella regione istriana.

## Geografia
Frascher Piccolo si trova di fronte alla costa su cui si affaccia l'insediamento di Bagnole. È separata dalla terraferma dal tratto di mare chiamato Bocca di Pescheria (Piškera) a est, mentre è bagnato dalla Valle Bocche False (Vratnik) a nordest. Nel punto più ravvicinato, Frascher Piccolo dista 310 m dalla terraferma e poco più di 70 m dall'isolotto di Frascher Grande.
L'isolotto ha una forma quadrangolare, più larga sul lato che dà sul mare aperto, e misura 190 m di lunghezza e 155 m di larghezza massima. Ha una superficie di 0,025 km² e uno sviluppo costiero di 0,61 km.

### Isole adiacenti
- Frascher Grande (Fraškerić), isolotto allungato a sud di Frascher Piccolo.
- Veruda (Veruda), isolotto a nord di Frascher Piccolo.

### Cartografia
- (HR) Mappa topografica della Croazia 1:25000, su preglednik.arkod.hr.